# 1988年冬季残疾人奥林匹克运动会法国代表团
1988年冬季残疾人奥林匹克运动会法国代表团是法国派出的1988年冬季残疾人奥林匹克运动会代表团。获得5枚金牌、5枚银牌和3枚铜牌。